# Plaine des Palmistes
Ne doit pas être confondu avec La Plaine-des-Palmistes.
La plaine des Palmistes est un plateau des Hauts de l'île de La Réunion (France) situé sur la commune de La Plaine-des-Palmistes, entre les massifs du Piton des Neiges et du Piton de la Fournaise. Séparée de la plaine des Cafres par le col de Bellevue (1 602 m), elle est verdoyante (pâturages), inclut des pitons volcaniques et des chutes d'eau, et abrite une flore endémique. Elle est traversée par la route transversale de l'île.